# Edward Capehart O'Kelley

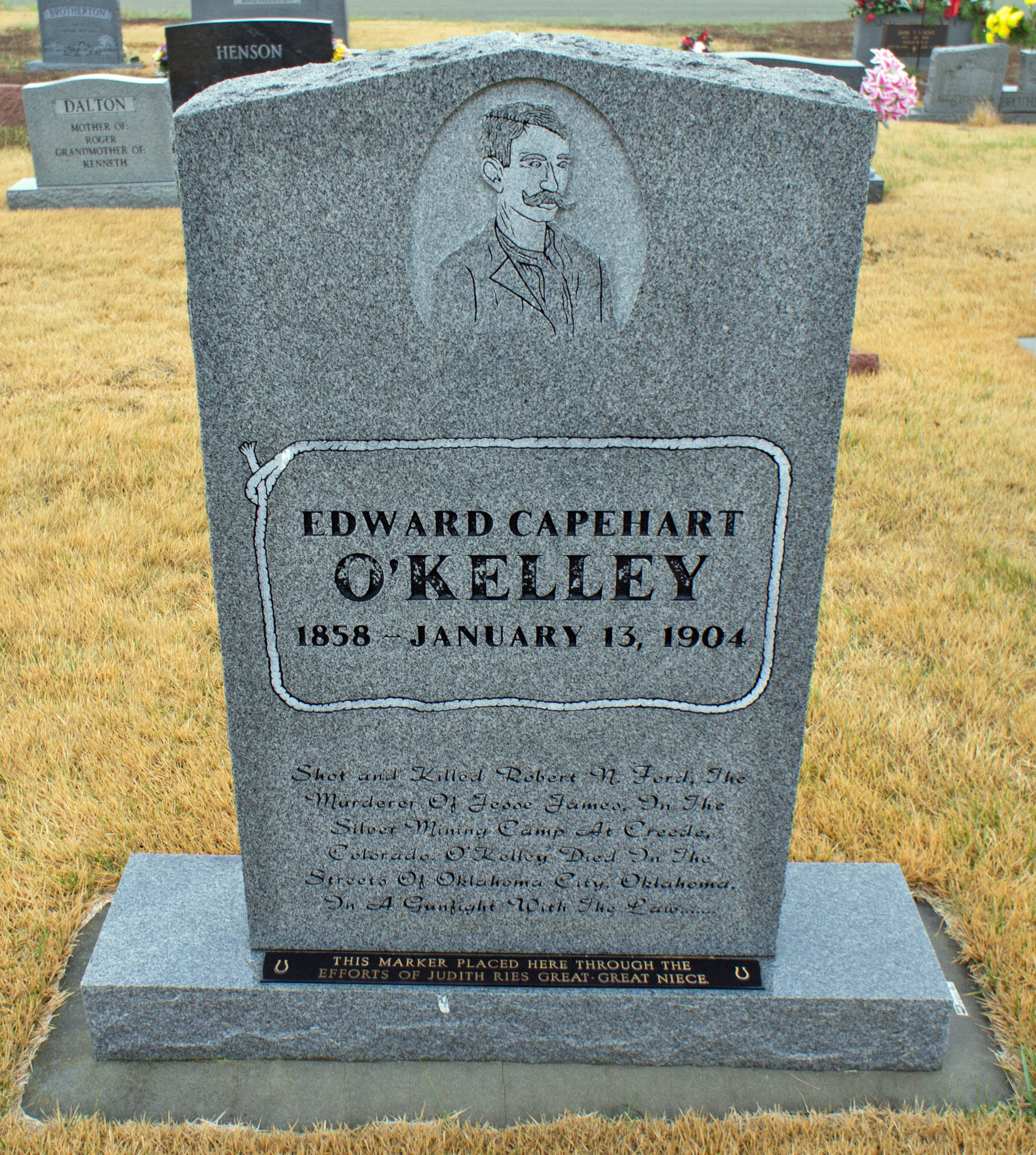
Graf van O'Kelley

Edward Capehart O'Kelley (Harrisonville, 1 oktober 1857 - Oklahoma City, 13 januari 1904) was de man die Robert Ford vermoordde, die de beroemde crimineel Jesse James doodde. Hij was het onderwerp van Ed O'Kelley: The Man Who Killed Jesse James' Murderer, een boek uit 1994 geschreven door Judith Ries, een ver familielid van O'Kelley.